# 殲獄行動
《殲獄行動》（英語：One Shot）是一部2021年英國動作驚悚片，講述一支海豹突擊隊的菁英小隊協助中央情報局執行押運囚犯的秘密任務，但卻遭受企圖劫走囚犯的叛軍襲擊，導致小隊受困於監獄之中。電影由詹姆斯·努恩（James Nunn）執導及構想，史考特·艾金斯、艾希莉·葛林和雷恩·菲利普主演。本片主打一鏡到底拍攝為賣點。
《殲獄行動》2021年11月5日在北美院線有限上映，同時發行VOD。

## 劇情
一支由傑克·哈里斯率領的海豹突擊隊菁英小隊護送中央情報局分析師柔依·安德森前往CIA黑站島監獄（負責秘密關押國際囚犯），意圖將囚犯阿敏·曼蘇爾押運回美國，華盛頓特區也打算關閉此監獄。曼蘇爾自稱是英國商人，但後來公司商品被發現與IS恐怖份子在美國藏身的炸彈有所關連，造成對美國的威脅，但曼蘇爾堅稱對此一無所知。未料，一群由傭兵哈基姆·查里夫領導的聖戰武裝叛亂份子乘卡車闖入營地，與軍方展開交火，同時釋放囚犯們作為戰力。
哈里斯小隊試圖掩護安德森及曼蘇爾離開此地，但乘來的直升機遭敵人摧毀。失去退路的小隊撤回控制中心內作為掩體，但小隊成員路易士·艾許中彈身亡，基地通訊也全遭阻斷。小隊持續對抗不間斷的敵人，彈藥所剩無幾，營運長官湯姆·希爾茲提議將曼蘇爾交出，以換取大家的安全，但被哈里斯和安德森否決。曼蘇爾才透露，自己的兒子遭美國無人機的導彈殺死後，一幫激進份子前來與曼蘇爾合作，利用公司幫他們洗錢，但他並不知曉炸彈的下落。在基地負責人約克的建議下，哈里斯隻身前去無線電通訊室，約克在此與他會面，並成功與外界取得聯繫。隨著隊員布蘭登·惠特、丹尼·迪特勒陣亡，查里夫為了攻陷控制中心，找了年輕的聖戰士阿達馬作為人肉炸彈，一舉攻破了控制中心。
安德森、希爾茲、約克都已死亡，曼蘇爾逃走；安德森斷氣前告訴倖存的哈里斯，曼蘇爾的妻子在華盛頓特區且已懷孕。哈里斯前去尋找曼蘇爾，一路上獨自對付多名敵人，恐怖份子皆已死去，最後在一場搏鬥中殺死了查里夫。哈里斯試圖說服曼蘇爾說出炸彈的位置，以解救妻子，但倖存的約克阻止曼蘇爾離開。哈里斯制伏約克，曼蘇爾最終選擇相信哈里斯，與他一同搭上美國派來支援的直升機，打算等下一台直升機的約克目送他們離去。

## 演員
- 史考特·艾金斯飾演傑克·哈里斯（Jake Harris）
- 艾希莉·葛林飾演柔依·安德森（Zoe Anderson）
- 雷恩·菲利普飾演傑可·約克（Jack Yorke）
- 艾曼紐·伊曼尼（Emmanuel Imani）飾演布蘭登·惠特（Brandon Whitaker）
- 迪諾·凱利（Dino Kelly）飾演丹尼·迪特勒（Danny Dietler）
- 傑克·帕爾（Jack Parr）飾演路易士·艾許（Lewis Ash）
- 瓦利德·埃爾加迪（Waleed Elgadi）飾演阿敏·曼蘇爾（Amin Mansur）
- 泰倫斯·梅奈德（Terence Maynard）飾演湯姆·希爾茲（Tom Shields）
- 傑希·利奧丹（英语：Jess Liaudin）飾演哈基姆·查里夫（Hakim Charef）
- 安德烈·馬尼亞塔（Andrei Maniata）飾演阿達馬（Adamat）
- 李·查爾斯（Lee Charles）飾演德爾科（Dhelkor）

## 發行
銀幕傳媒影業2021年8月取得電影的北美發行權。2021年11月5日在北美院線有限上映及VOD發行。

## 反響
爛番茄網站根據15篇評論，本片新鮮度67%，平均得分5.8／10。
《綜藝》的丹尼斯·哈維（Dennis Harvey）給予好評：「導演詹姆斯·努恩和影星史考特·艾金斯的再度合作也許未能超越過往以腎上腺素為食的B級硬漢片，但仍有效地使用設備貢獻了臨場感，的確為這類電影帶來能受歡迎的新氣象。」反之，IndieWire網站的馬克·佩克特（Mark Peikert）只給了電影「C」，批評：「《殲獄行動》缺乏像《鳥人》和《1917》等同類的潤色，令人感覺像是款第一人稱射擊遊戲，然後再將攝影機來回轉向。」

## 續集
2023年2月，史考特·艾金斯在社交媒體上證實，《殲獄行動》將推出續集且已在拍攝中，同樣採一鏡到底拍攝。續集除了艾金斯回歸演出、詹姆斯·努恩再次擔任導演外，邁克·賈·懷特也加入了演出陣容。

## 外部連結
- 互联网电影数据库（IMDb）上《殲獄行動》的资料（英文）
- 爛番茄上《殲獄行動》的資料（英文）